# 山口県行政書士会
山口県行政書士会（やまぐちけんぎょうせいしょしかい）は、行政書士法第18条第1項に基づいて設立された法人。行政書士は、山口県行政書士会を通じて日本行政書士会連合会に備え付けられた行政書士名簿に登録することが義務づけられており、山口県の行政書士を会員とする組織である。

## 本部所在地
- 〒753-0048 山口県山口市駅通2-4-17

## 業務内容
- 行政書士会員の業務技能向上のための研修会・講習会事業等の実施

- 日本行政書士会連合会との連携事業

- 山口県との行政認可・申請に関する連携事業

- 各種認可申請に関する助言・相談

- 山口県内各市町村との行政認可・申請に関する連携事業